# Gustavo Lillo
Gustavo Alejandro Lillo (Mendoza: 8 de agosto de 1973) es un exfutbolista argentino que se desempeñaba como volante/defensor. Destacó mucho cuando jugó para Talleres de Córdoba entre 1997 y el 2002. ya que consiguió el campeonato de la Primera B Nacional de 1998 frente a Belgrano y la Copa Conmebol de 1999. El hincha Albiazul lo reconoce como ídolo en la actualidad. El club de Barrio Jardín lo reconoció con una medalla junto con otros 130 jugadores en el Centenario del Club.
Actualmente es director técnico de la quinta división de las inferiores de Talleres.

## Trayectoria

### Godoy Cruz
Gustavo se desarrolló futbolísticamente en el Club Guaymallén pero profesionalmente en Godoy Cruz de Mendoza, institución en la que debutó en 1994. Jugó en dos periodos uno de 1994 a 1997 y otro de 2004 a 2005; jugando un total de 131 partidos oficiales y convirtiendo 4 goles todos por el campeonato de la Primera B Nacional.
En 1994 logró con el equipo el campeonato del Torneo del Interior, obteniendo el ascenso al Nacional B.

### Talleres
Llegó a Talleres de Córdoba en 1997, jugó un total de 145 partidos y convirtió 2 goles. Los primeros 28 cotejos fueron por la Primera B Nacional, al final de la temporada 1997/98 conseguido el campeonato y el ascenso frente a Belgrano de Córdoba, el clásico rival del club. En Primera División disputó un total de 107 partidos oficiales, jugó la Copa Conmebol en 1999, torneo en el cual se consagrarían campeones. También consiguió jugar la Copa Mercosur y la Copa Libertadores.

### Krylia Sovetov Samara
A fines del 2002 llegó a Rusia para jugar para el Krylia Sovetov de Samara. Disputó 31 partidos oficiales todos por la Primera División de Rusia.

### Atlético Club San Martín
Luego de un segundo paso por Godoy Cruz llegó a Atlético Club San Martín de Mendoza en 2005. Solo disputó 6 partidos de manera oficial.

### Gimnasia de Mendoza
Luego de su breve paso por San Martín fue transferido a Gimnasia de Mendoza en el 2006 donde jugó 19 partidos de manera oficial.

### Club Guaymallén
La fase final de su carrera comenzó en el 2007 cuando llegó al Club Guaymallén, club que lo vio nacer; donde jugó 30 partidos oficiales hasta el 2009 donde finalmente colgó los botines.

## Clubes

### Como jugador[14]
| Club                     | País      | Año       | Partidos |
| ------------------------ | --------- | --------- | -------- |
| Godoy Cruz               | Argentina | 1994-1997 | 111      |
| Talleres                 | Argentina | 1997-2002 | 145      |
| Krylia Sovetov Samara    | Rusia     | 2002-2003 | 31       |
| Godoy Cruz               | Argentina | 2004-2005 | 20       |
| Atlético Club San Martín | Argentina | 2005      | 6        |
| Gimnasia de Mendoza      | Argentina | 2006-2007 | 19       |
| Club Guaymallén          | Argentina | 2007-2009 | 30       |
| TOTAL                    | TOTAL     | TOTAL     | 362      |

### Como entrenador
| Club                                     | País        | Año           | Partidos |  |
| ---------------------------------------- | ----------- | ------------- | -------- |  |
| Talleres (Div. inferiores)               | Argentina   | 2015-presente | ?        |  |
| Colón de Colonia Caroya (Div inferiores) | 🇦🇷Argentina | 2025          |          |  |

## Palmarés
| Título              | Club       | País      | Año     |
| ------------------- | ---------- | --------- | ------- |
| Torneo del Interior | Godoy Cruz | Argentina | 1993/94 |
| Primera B Nacional  | Talleres   | Argentina | 1997/98 |
| Copa Conmebol       | Talleres   | Argentina | 1999    |

Fuente